# Sira
Sira là một thị xã của quận Tumkur thuộc bang Karnataka, Ấn Độ.

## Địa lý
Sira có vị trí 13°45′B 76°55′Đ / 13,75°B 76,91°Đ Nó có độ cao trung bình là 662 mét (2171 feet).

## Nhân khẩu
Theo điều tra dân số năm 2001 của Ấn Độ, Sira có dân số 50.056 người. Phái nam chiếm 52% tổng số dân và phái nữ chiếm 48%. Sira có tỷ lệ 67% biết đọc biết viết, cao hơn tỷ lệ trung bình toàn quốc là 59,5%: tỷ lệ cho phái nam là 72%, và tỷ lệ cho phái nữ là 62%. Tại Sira, 13% dân số nhỏ hơn 6 tuổi.